# Flying Dutchman (zeilschip)
De Flying Dutchman (FD) is een zeilschip dat in 1951 ontstond door een initiatief van Coenraad Gülcher, Uus van Essen is de daadwerkelijke tekenaar van het lijnenplan. In 1960 werd de boot Olympisch. In 1962 waren er in 36 landen FD vloten. Na de Olympische Spelen van 1992 in Barcelona heeft de klasse de Olympische status verloren. Het is heden ten dage toegestaan de FD uit te rusten met carbon mast, giek en spinnakerboom, tevens is het formaat van de spinnaker en de spinnakerboom vergroot.
Vanaf 2008 maakt de FD deel uit Vintage Yachting Games Organisatie.

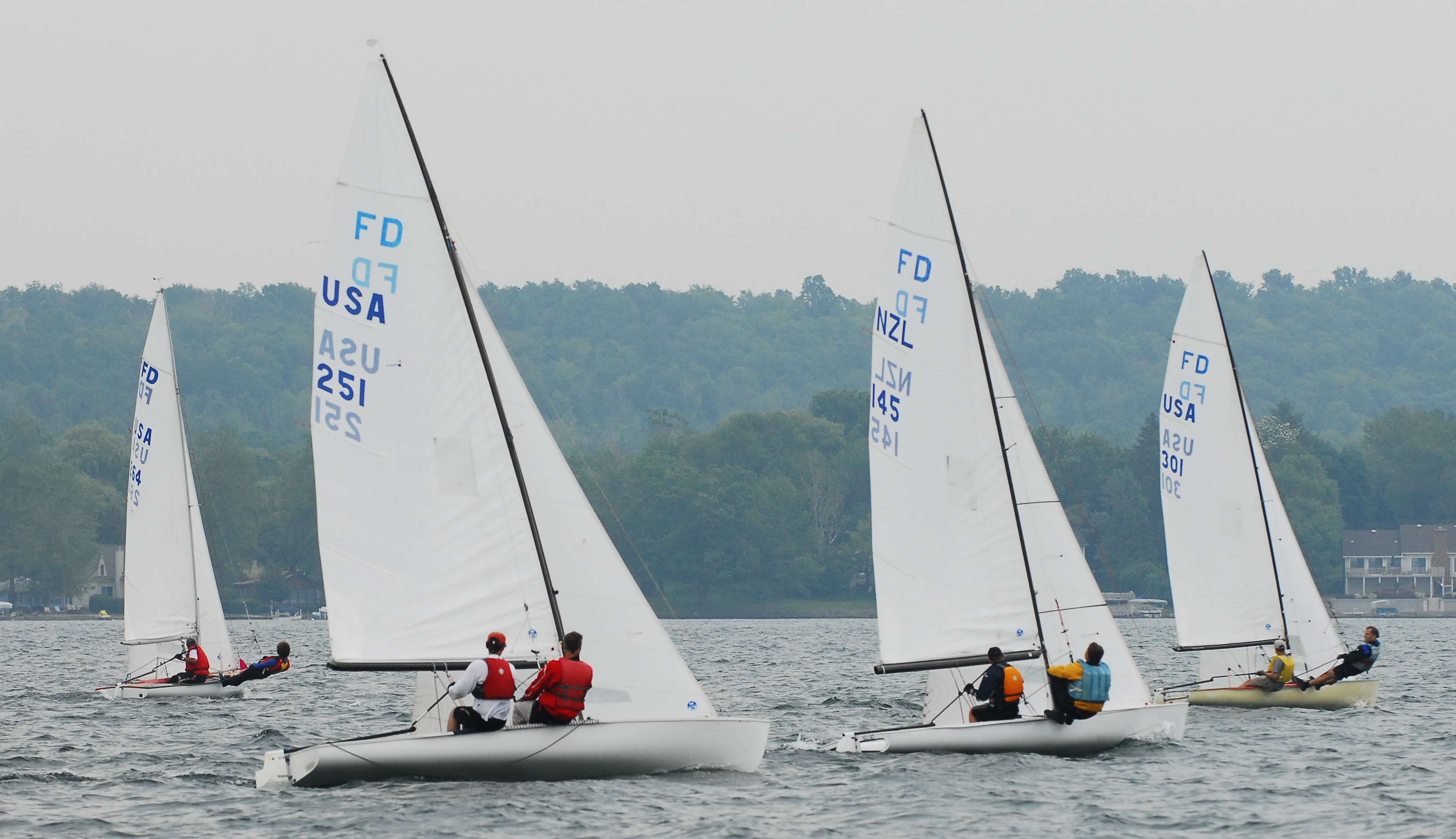
Flying Dutchman NY 2009 regatta
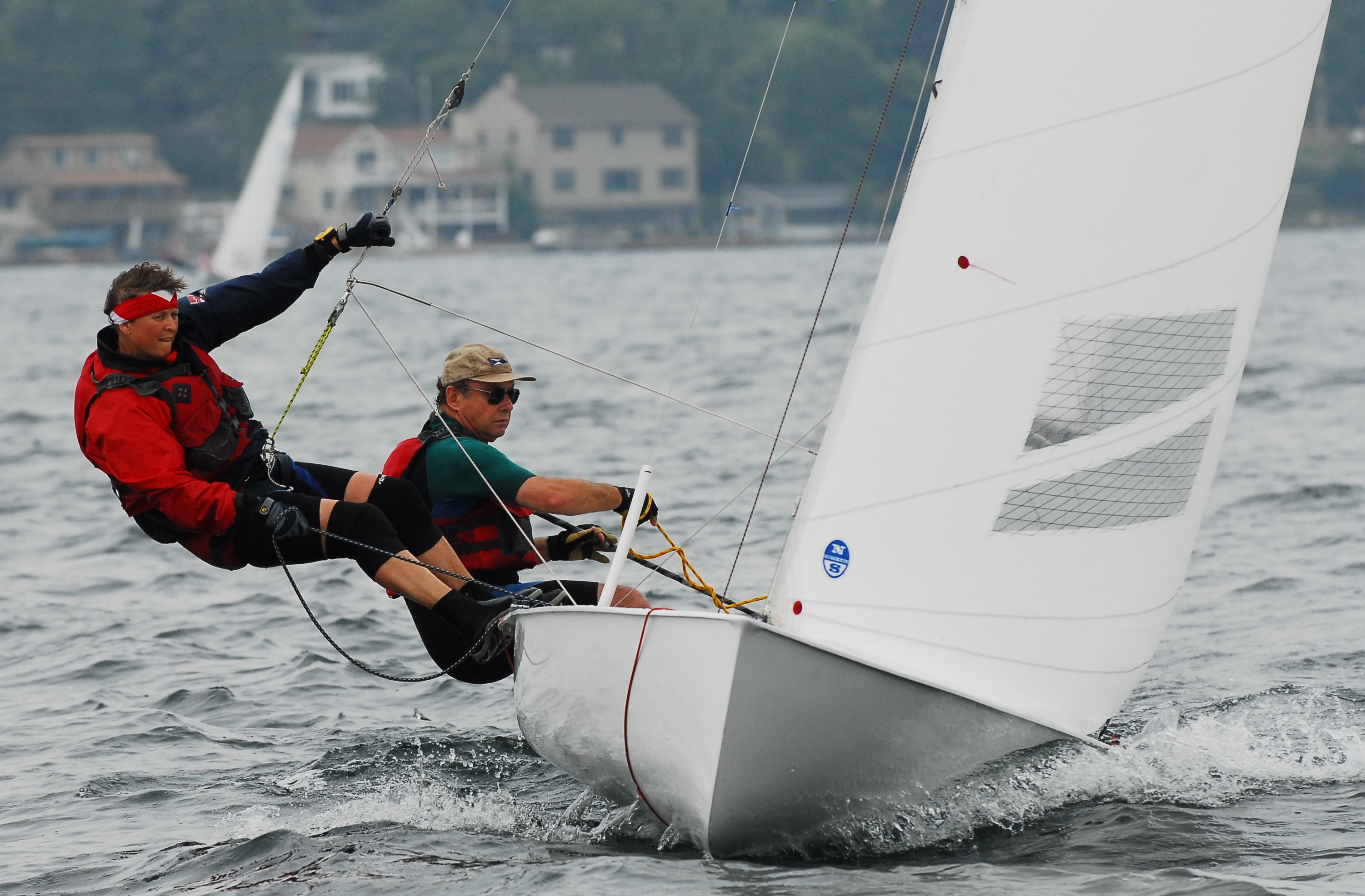
Flying Dutchman NY 2009 trapeze
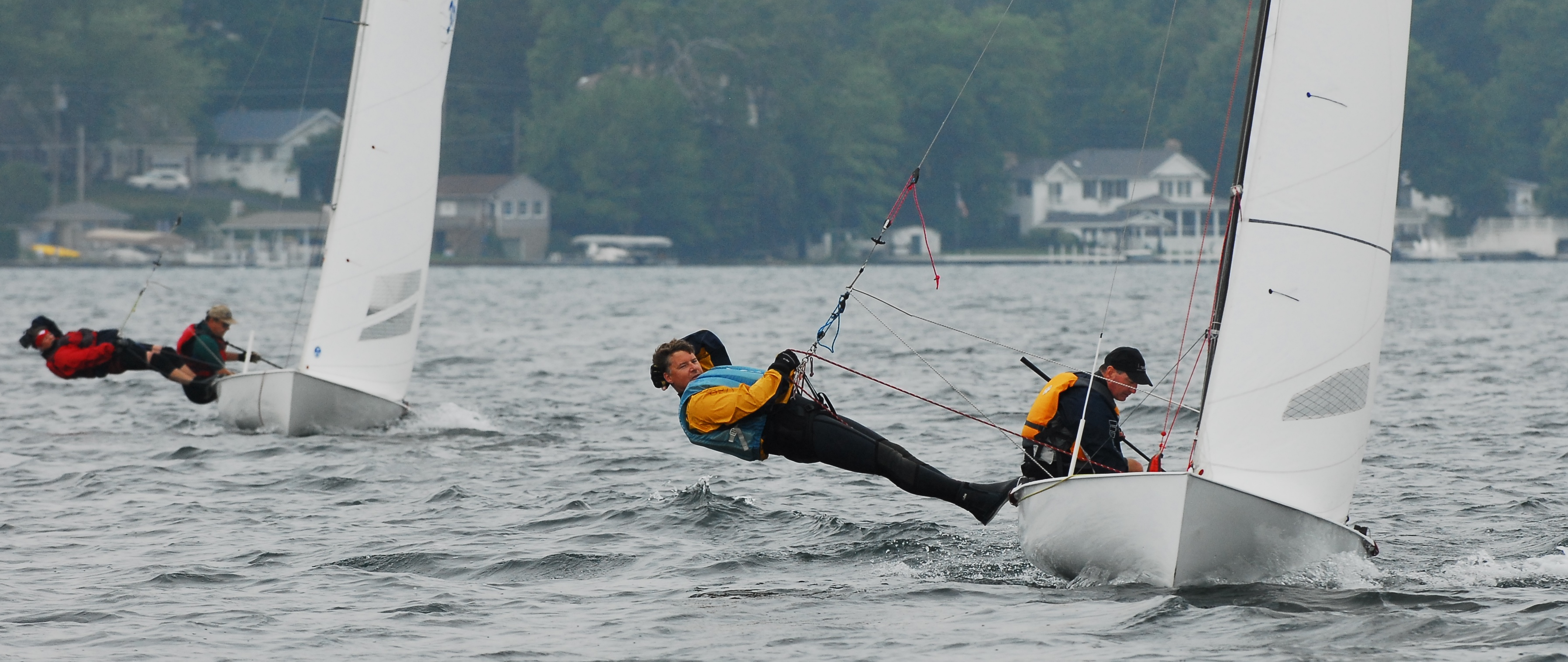
Flying Dutchman NY 2009 trapeze
- Polygoonjournaal uit 1960. Finjollen en Flying Dutchmen bekampen elkaar op de Loosdrechtse Plassen.

## Conrad Gülcher Trophy
Van 1987-2008 werd bijna ieder jaar om de Conrad Gülcher Trophy gestreden. De eerste editie was in Noorwegen en werd gewonnen door een Frans team.
| Jaar | Winnaars         | Winnaars                                   | Locatie                   |
| ---- | ---------------- | ------------------------------------------ | ------------------------- |
| 1987 | Frankrijk        | Thierry Berger – Vincent Berger            | Horton, Noorwegen         |
| 1988 | Verenigde Staten | Paul Foerster – Andrew Goldman             | Palma, Spanje             |
| 1989 | Mexico           | James Pomuiz – Bela Argay                  | Balaton Fured, Hongarije  |
| 1990 | Rusland          | Georgey Shaiduko – Victor Budantsfelb      | Laredo, Spanje            |
| 1991 | Italië           | Luca Santella – Flavio Grassi              | Abersoch, Wales           |
| 1992 | Frankrijk        | Thierry Berger – Vincent Berger            | Toulon, Frankrijk         |
| 1994 | Denemarken       | Jørgen Bojsen-Møller – Jacob Bojsen-Møller | Neusiedl, Oostenrijk      |
| 1997 | Duitsland        | Michael Dorrer – Josef Seebauer            | Mar Menor, Murcia, Spanje |
| 2000 | Hongarije        | Szabolcs Majthenyi – Andras Domokos        | Elba, Italië              |
| 2003 | Duitsland        | Hans-Peter Schwarz – Roland Kirst          | Comomeer, Italië          |
| 2006 | Hongarije        | Szabolcs Majthenyi – Andras Domokos        | Neusiedl, Oostenrijk      |
| 2008 | Denemarken       | Jørgen Bojsen-Møller – Jacob Bojsen-Møller | Rabac, Kroatië            |